# Distretto di Marolambo
Il distretto di Marolambo è un distretto del Madagascar situato nella regione di Atsinanana. Ha per capoluogo la città di Marolambo.
La popolazione del distretto è di 141 708 abitanti (censimento 2011).